# Функція Ліувілля
Функція Ліувілля — арифметична функція, що широко застосовується в теорії чисел. Названа на честь французького математика Жозефа Ліувілля. Для позначення функції переважно використовується λ(n).
Для додатного n функція Ліувілля визначається:
{\displaystyle \lambda (n)=(-1)^{\Omega (n)},\,\!}
де Ω(n) — кількість простих дільників числа n, разом з мультиплікативністю. Тобто якщо {\displaystyle n=p_{1}^{\alpha _{1}}p_{2}^{\alpha _{2}}\ldots p_{k}^{\alpha _{k}},} то:
{\displaystyle \lambda (n)=(-1)^{\alpha _{1}+\alpha _{2}+\ldots +\alpha _{k}}\,\!}
Перші значення функції рівні
1, −1, −1, 1, −1, 1, −1, −1, 1, 1, −1, −1, −1, 1, 1, 1, −1, −1, −1, −1, … (послідовність A026424 з Онлайн енциклопедії послідовностей цілих чисел, OEIS.)

## Властивості
- Функція Ліувілля є цілком мультиплікативною, тобто {\displaystyle \lambda (mn)=\lambda (m)\lambda (n),\;\forall m,n\in \mathbb {N} .}
- {\displaystyle \sum _{d|n}\lambda (d)={\begin{cases}1&n=k^{2},\;k\in \mathbb {N} \\0&{\sqrt {n}}\notin \mathbb {N} .\end{cases}}}

де сума береться по всіх дільниках числа n.
Для доведення позначимо {\displaystyle g(n)=\sum _{d|n}\lambda (d).} Тоді оскільки функція {\displaystyle \lambda (n)} — мультиплікативна, то мультиплікативною є і функція g(n). Якщо {\displaystyle n=p^{\alpha }} — степінь простого числа, то
{\displaystyle g(p^{\alpha })=\sum _{d|p^{\alpha }}\lambda (d)=1+\lambda (p)+\lambda (p^{2})+\ldots +\lambda (p^{\alpha })=1-1+\ldots +(-1)^{\alpha }={\begin{cases}0&n=2k,\;k\in \mathbb {N} \\1&n=2k-1,\;k\in \mathbb {N} .\end{cases}}}
Тобто для цього випадку якщо степінь є парним, то значення функції рівне 0, непарним — 1. Якщо тепер {\displaystyle n=\prod _{i=1}^{k}p_{i}^{\alpha _{i}},} то, враховуючи мультиплікативність, {\displaystyle g(n)=\prod _{i=1}^{k}g(p_{i}^{\alpha _{i}}).} Якщо хоча б одне з чисел {\displaystyle \alpha _{i}} є непарним, то {\displaystyle g(\alpha _{i})=0,} і також {\displaystyle g(n)=0.} Число n в такому випадку не може бути квадратом. Якщо ж усі {\displaystyle \alpha _{i}} є парними, то одночасно {\displaystyle g(n)=1} і n є квадратом.
- {\displaystyle \lambda ^{-1}(n)=|\mu (n)|,}

де {\displaystyle \lambda ^{-1}(n)} — обернена Діріхле функції {\displaystyle \lambda (n),} а {\displaystyle \mu (n)} — функція Мебіуса.
- Ряд Діріхле функції Ліувілля пов'язаний з Дзета-функцією Рімана формулою

{\displaystyle {\frac {\zeta (2s)}{\zeta (s)}}=\sum _{n=1}^{\infty }{\frac {\lambda (n)}{n^{s}}}.}

## Гіпотези
Гіпотеза Пойа зроблена угорським математиком Дьордьом Пойа в 1919 році. Визначивши
{\displaystyle L(n)=\sum _{k=1}^{n}\lambda (k),}
гіпотеза стверджує, що {\displaystyle L(n)\leq 0} для n > 1. Гіпотеза, проте, не є вірною. Найменший контрприклад n = 906150257, знайшов японський математик Мінору Танака в 1980 році. Згодом було доведено, що L(n) > 0.0618672√n для нескінченної кількості n, і також L(n) < -1.3892783√n для нескінченної кількості n.
Визначимо також суму
{\displaystyle T(n)=\sum _{k=1}^{n}{\frac {\lambda (k)}{k}}.}
Існувала також гіпотеза, що T(n) ≥ 0 для достатньо великих n ≥ n0. Гіпотеза була спростована англійським математиком Браяном Гаселґровом у 1958 році Підтвердження цієї гіпотези привело б до доведення гіпотези Рімана.